# مونيكا بوليغر
مونيكا بوليغر ( (بالألمانية: Monika Bolliger ;مواليد 28 آذار/مارس 1983، آفولترن آم ألبيس) صحفية سويسرية، ومتخصصة في الدراسات العربية ومؤلفة.

## حياتها
التحقت بوليغر بالمدرسة الثانوية في أوردورف بالقرب من زيورخ. وقد صرّحت بأن أحد معلمي التاريخ في المدرسة هو من أشعل جذوة حماسها للبحث في جذور الصراعات ونجاح أو فشل المنظومات الاجتماعية.
وبالتالي، بدأت بوليغر دراسة التاريخ العام بجامعة زيورخ عقب إكمال المرحلة الثانوية. وساهمت حلقة دراسية تناولت، من منظور مختلف، وجهة النظر العربية للحروب الصليبية، في حثها على اختيار دراسة اللغة العربية كمادة فرعية بالإضافة إلى القانون الدولي. وفي سبيل تجويد مهاراتها إلى أقصى حد في اللغة العربية الفصحى وتعلم اللهجة الشامية، التحقت بجامعة دمشق في عام 2006 لمدة عام واحد. وصرحت بوليغر بأنها شعرت منذئذٍ برباط عاطفي وثيق بشكل خاص بالعاصمة السورية. وعقب عودتها إلى جامعة زيورخ، أكملت دراستها في عام 2010 بتقديم أطروحة لنيل درجة الماجستير، أشرف عليها البروفيسور هانز لوكاس كيسير، كان موضوعها ’’الأمة السورية، والأمة العربية - تحليل مفاهيمي لمسألة تشكيل هوية وطنية في سوريا: دراسة مقارنة لكتب التاريخ في عهدي حافظ الأسد وبشار الأسد.

وبعد فترة تدريبة مدتها أربعة أشهر في صحيفة ’’نويه تسوريشر تسايتونغ -Neue Zürcher Zeitung ‘‘، وتدريب داخلي في وزارة الخارجية الفيدرالية السويسرية، بدأت بوليغر العمل مساعدة تحرير في الصحيفة عام 2011، مع التركيز على الشرق الأوسط. وفي العام التالي، أصبحت مراسلة للصحيفة في الشرق الأوسط، وكان مقر عملها في القدس حتى عام 2014، وفي القاهرة عام 2015، ثم بيروت ابتداءً من عام 2016. وقالت إن أرنولد هوتينغر (1926-2019)، الذي يعتبر على نطاق واسع النجم الأسطوري للصحافة في سويسرا وخارجها، هو قدوة لها. وفي صيف عام 2018، استقالت بوليغر من وظيفتها في الصحيفة لأنها، وفقاً لتصريحاتها، كانت بحاجة إلى أن تنأى بنفسها عن أخبار المنطقة، ولم تتمكن من الحصول على إجازة تفرغ من الصحيفة. وفي كلمة التوديع، أشاد مدير إدارة التقارير الخارجية في الصحيفة، بيتر راسوني بعملها قائلاً:
"لقد تمكّنت بفضل التزامها ومهاراتها اللغوية الممتازة وخبرتها من الاقتراب بشكل خاص من الأشخاص الذين غالباً ما ابتُليوا بالحرب والاستبداد والفقر. واستطاعت أن تنقل صورة مستقلة وصادقة ومتعددة الأوجه عن المنطقة بمختلف جوانبها وتناقضاتها"
وفي السنوات الثلاث التالية عملت صحفيةً مستقلةً، وخاصة في المجلة السويسرية’’ريبوبليك- Republik‘‘ التي تُنشر على شبكة الإنترنت، وكانت مديرة مشروع في مجال بناء السلام ومحللة لمركز صنعاء للدراسات الإستراتيجية.
```
وعملت أيضا مع الكاتبة والصحفية 
اليمنية
 
بشرى المقطري
 من أجل نشر مجموعة تقارير شهود العيان التي أعدتها عن 
حرب اليمن
، باللغة الألمانية. ونُشر الكتاب باللغة العربية في البداية ثم ترجمته 
ساندرا هيتزل
 إلى الألمانية. وقد نشر الكتاب، في عام 2020، 
قسطنطين شرايبر
، الصحفي البارز في 
الإذاعة العامة الألمانية ’’ ARD
‘‘، تحت عنوان "ماذا تركت وراءك؟: أصوات من الحرب المنسية في اليمن".
[
18
]
 وفي العام نفسه، حصلت بشرى المقطري على جائزة يوهان فيليب بالم 
لحرية التعبير
 
وحرية الصحافة
.
[
19
]
```

ومنذ مارس 2021، تعمل بوليغر محررةً متخصصةً في الشرق الأوسط لدى القسم الدولي في مجلة شبيغل ’’ SPIEGEL‘‘ الألمانية. وفي أواخر عام 2021، نشرت بوليغر دراسة عن مدينة طرابلس الساحلية اللبنانية. في مايو 2024، بعد ثلاث سنوات في دير شبيغل، بدأ بولينجر العمل كمنتج إذاعي في إيكو دير تسايت. يعتبر برنامج الأخبار والخلفية، الذي يتم بثه يوميًا وأحد أقدم البرامج في العالم الناطق باللغة الألمانية، على نطاق واسع بمثابة البرنامج الرئيسي لشركة البث العامة راديو سويسرا وفرينشين (SRF؛ "الإذاعة والتلفزيون السويسرية").